# Tagarah

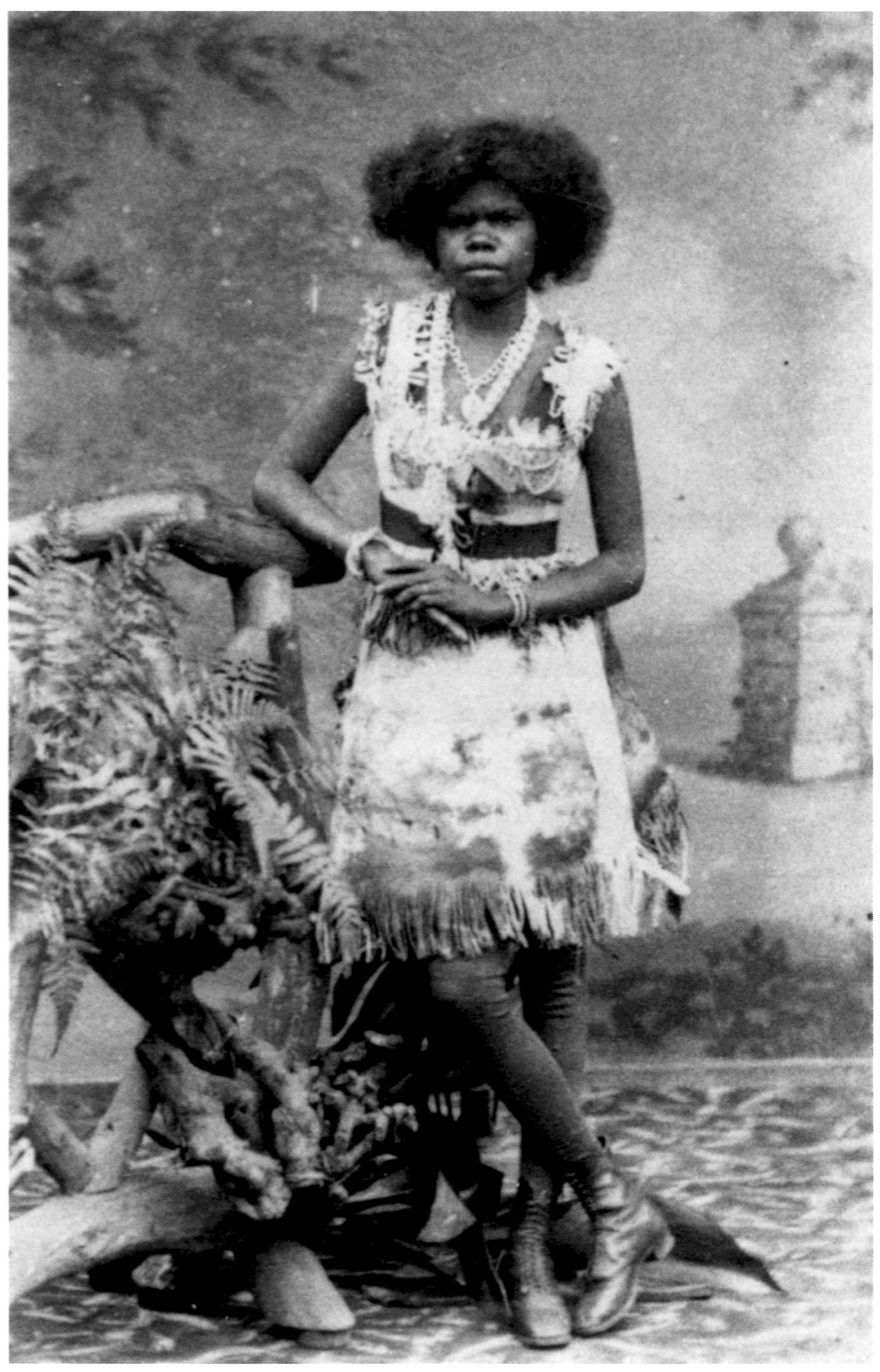
Tagarah, London (1884)

Tagarah, auch bekannt als Sussy Dakaro, Susi Takara oder Häuptlingstochter und Prinzessin Tagarah (* um 1868 auf den Palm Islands, Queensland, Australien; gestorben 23. Juni 1885 in Elberfeld), war eine junge Frau des Aboriginesstamms der Manbarra. Sie wurde zusammen mit acht weiteren Ureinwohnern vom kanadischen Schausteller Robert A. Cunningham verschleppt und bei der Völkerschau der Aborigines in Amerika und Europa als lebendes Ausstellungsstück vorgeführt.

## Leben

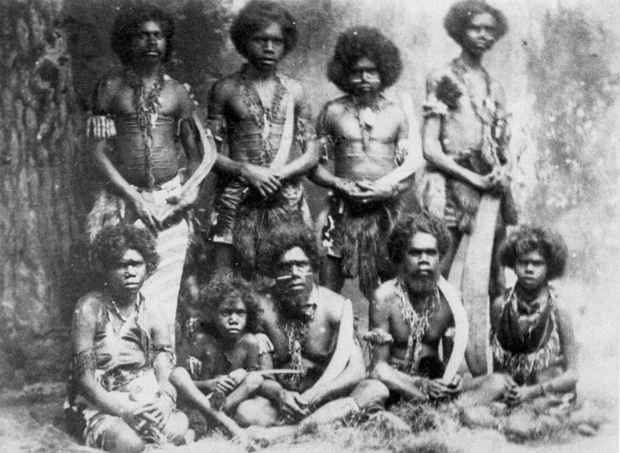
Die entführte Gruppe, 2. Januar 1884

Tagarah wurde um 1866 auf den Palm Islands vor der Küste von Queensland geboren. Ihr Name „Dakaro“ leitet sich vermutlich von „Tagarah“ ab, der ersten schriftlichen Erwähnung ihres Namens, obwohl unklar bleibt, ob dies ihr ursprünglicher Name war. Sie wuchs in einer Zeit auf, in der Queensland eine britische Kolonie war, in der die indigene Bevölkerung nahezu rechtlos war. Diese Zeit war von extremer Gewalt geprägt, von Landraub und von der gewaltsamen Vertreibung der Aborigines durch europäische Siedler. Viele Überlebende, darunter zahlreiche Kinder, wurden zur Arbeit in gefährlichen Industrien gezwungen, etwa in der Perlenindustrie, auf Viehfarmen oder auf Zuckerrohrplantagen. Besonders Frauen wie Tagarah waren oft Opfer sexueller Gewalt und Missbrauchs.
Tagarah arbeitete in jungen Jahren in der Perlenindustrie, vermutlich gemeinsam mit ihrem Partner Kukamunburra, der auch als „Tambo“ bekannt war. Die Arbeit in der Branche war hart und gefährlich: Aborigine-Frauen wurden häufig für die Verarbeitung von Perlmuscheln eingesetzt, was unter schlechten Bedingungen und für niedrige Löhne geschah.
Im Jahr 1882, im Alter von etwa 14 bis 16 Jahren, änderte sich Tagarahs Leben. Gemeinsam mit Kukamunburra und sieben weiteren Personen wurde sie von dem Kanadier Robert A. Cunningham entführt. Cunningham, der erst vor Kurzem nach Australien gekommen war, handelte vermutlich im Auftrag des US-amerikanischen Schaustellers und Zirkuspioniers P. T. Barnum, der exotisch aussehende Menschen für seine geplanten Völkerschauen suchte. Obwohl das gewaltsame Anwerben australischer Ureinwohner als billige Arbeitskräfte zu diesem Zeitpunkt bereits gesetzlich eingeschränkt war, gelang es Cunningham, mit Unterstützung der lokalen Behörden „fünf schöne Exemplare“ unter seine Kontrolle zu bringen. Auf seiner Reise brachte Cunningham insgesamt neun Aborigines, darunter sechs Männer, zwei Frauen und einen Jungen, nach Sydney. Zu dieser Gruppe gehörten Tagarah und Kukamunburra, ein Ehepaar mit den Rufnamen „Jenny“ und „Toby“ sowie deren Sohn „Toby“, und drei weitere Männer mit den Namen „Jimmy“, „Bob“ und „Billy“. Die genauen Umstände dieser Anwerbung bleiben unklar, ebenso wie die Zuordnung der Rufnamen zu den einzelnen Personen. In Sydney wartete Cunningham auf ein Dampfschiff, das ihn und die Gruppe in die Vereinigten Staaten bringen sollte. Ziel war es, sie als „lebende Attraktionen“ auszustellen. Dieses Schicksal markierte den Beginn eines langen und grausamen Kapitels im Leben von Tagarah, das von Ausbeutung und Fremdbestimmung geprägt war.

### Fluchtversuch in Sydney

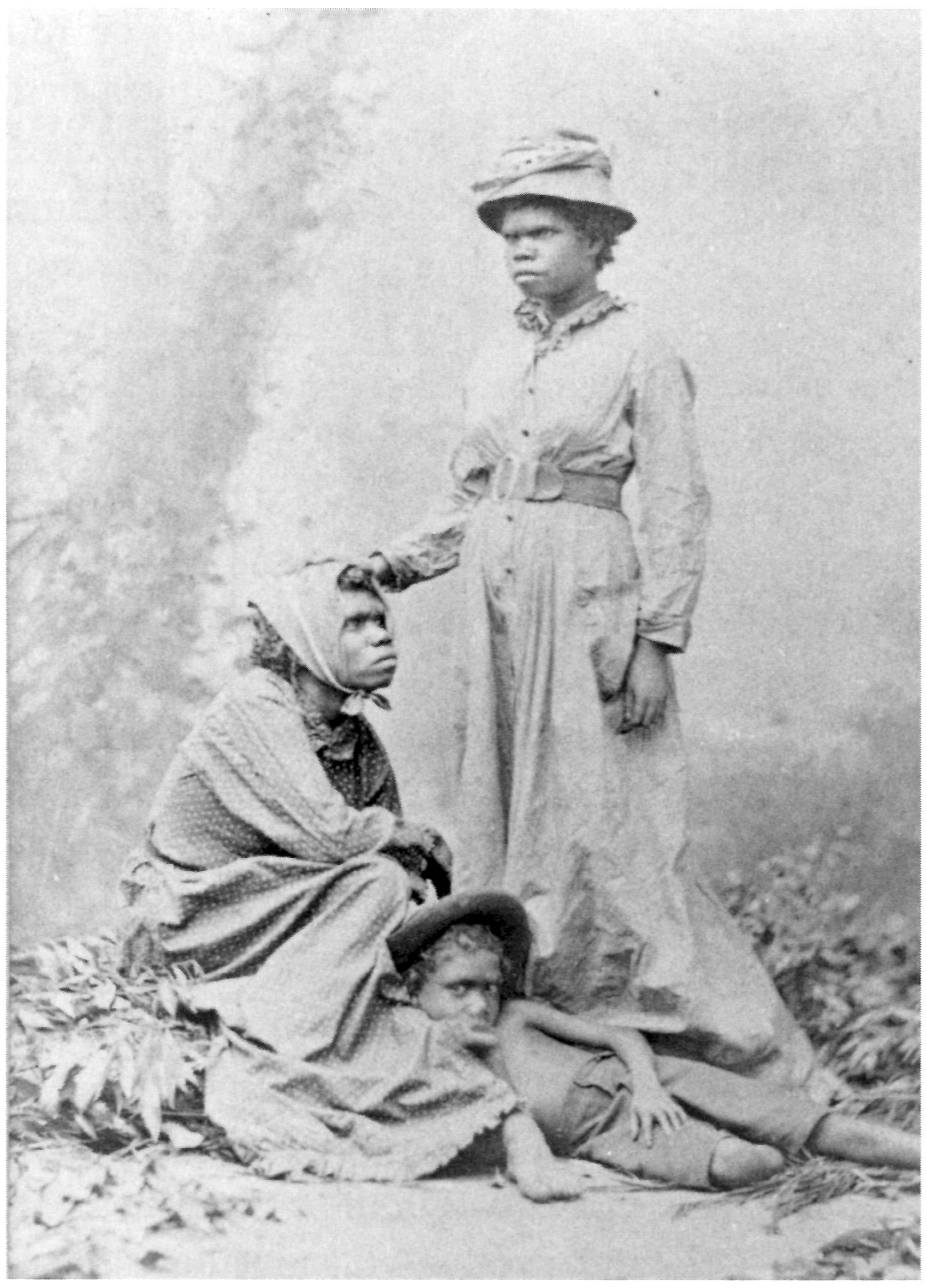
Tagarah (Sydney 1883)

Als während der Wartezeit in Sydney zwei Männer aus der Gruppe flohen, suchte Cunningham nach ihnen, unter anderem mit öffentlichen Aushängen „Aborigines entlaufen“. Ein Polizist wollte die beiden Flüchtigen ergreifen. Dabei kam es zu Widerstandshandlungen, bei denen der Polizist durch einen Messerstich verletzt wurde. Dies endete mit der Festnahme der beiden Flüchtigen. Die beiden Männer waren bei ihrer Festnahme nackt, lediglich einer trug ein Hemd. Möglicherweise hatte Cunningham ihnen die Kleider abgenommen, um ihre Flucht zu erschweren. Am 20. Februar 1883 wurden die beiden Männer einem Richter vorgeführt. Hier gab sich Cunningham als Agent P. T. Barnums zu erkennen. Der Richter befand, dass der Verdacht der Entführung der beiden Männer bestehe, und ordnete eine Untersuchung an. Der Fall erregte Aufsehen, als sich der örtliche Vorsitzende des Aboriginal Protection Board und die Presse einschalteten. Die Zeitung „Evening News“ schrieb, es sei nicht akzeptabel, dass Sydney zum „Zwischenlager eines Menschenraubgeschäfts“ werde. Letztlich gelang es Cunningham jedoch, die Bedenken zu zerstreuen. Die Verletzung des Polizisten wurde nicht weiterverfolgt mit der auffälligen Begründung, man könne sich mit dem Beschuldigten nicht verständigen und ihm den Tatvorwurf nicht eröffnen. Zwei der Männer, die Englisch verstanden, gaben zu verstehen, freiwillig mit Cunningham zu reisen, die anderen Personen konnten mangels Verständigung nicht befragt werden. Es war jedoch offensichtlich, dass sie keine Vorstellung davon hatten, wohin sie gebracht werden sollten.

### Auftritte in Nordamerika

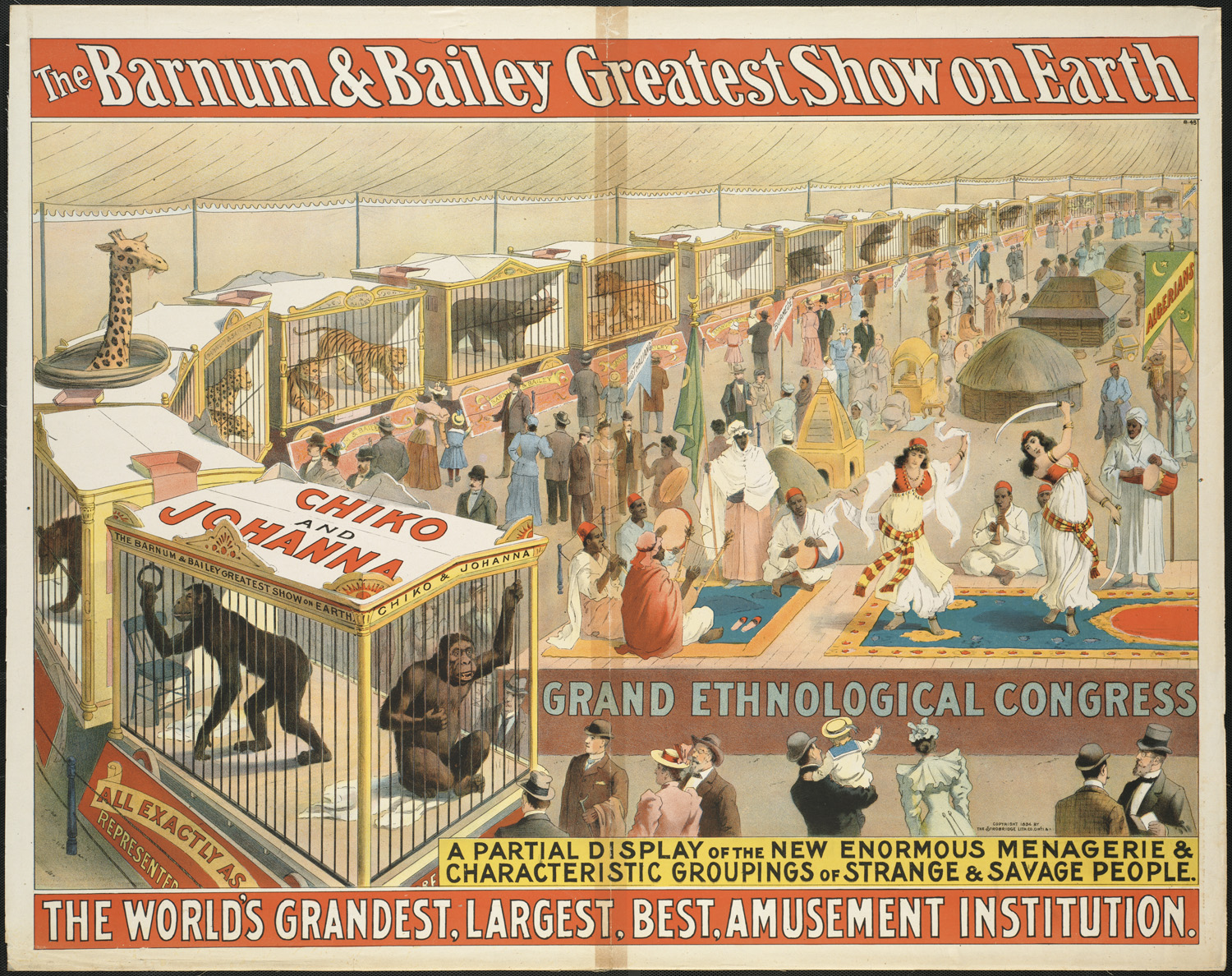
Werbeplakat Barnum & Bailey, 1894

In den USA angekommen, wurde die Gruppe der wandernden Völkerschau von P. T. Barnums Zirkustournee „Ethnological Congress of Strange Tribes“ hinzugefügt, jedoch von Cunningham auch unabhängig davon weiter vermarktet. So ließ Cunningham sie zusätzlich auch in Vergnügungsstätten und Kuriositätenkabinetten aller Art auftreten. Dazu wurde sie von Cunningham, den Erwartungen des Publikums entsprechend, als Wilde dekoriert und inszeniert, unter anderem ließ er Piercings aus Knochen an ihren Körpern anbringen und sie kulturfremde, vermutlich von ihm erfundene Tänze aufführen. Tagarah wurde von Cunningham als „Prinzessin Tagarah, Tochter des Kannibalenkönigs von Nordqueensland“ angepriesen.

#### Kukamunburras Tod

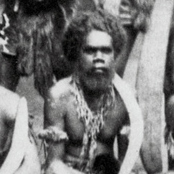
Kukamunburra, genannt Tambo, 2. Januar 1884

Durch die allgemein schlechte Behandlung, die die australischen Ureinwohner erfuhren, verstarben zwei Personen aus der Gruppe, zuerst Kukamunburra, noch in den USA. Letzterer brach am 23. Februar 1884 in Cleveland, Ohio, zusammen. Ein Arzt konnte nur noch seinen Tod feststellen. Als Todesursache kamen eine Lungenentzündung oder Tuberkulose in Betracht, nach Einschätzung eines Journalisten der Zeitung Cleveland Evening News Folge der erzwungenen Lebensweise. Kukamunburra wurde ungefähr einundzwanzig Jahre alt. Tagarah betrauerte ihn sichtbar und weigerte sich tagelang zu essen. Cunningham unterband Versuche der Aborigines, ihre Sterberituale durchzuführen. Mit Barnums Zustimmung wurde der Körper präpariert und letzten Endes bis ins 20. Jahrhundert hinein in einem Kuriositätenkabinett zur Schau gestellt. Den Australiern gegenüber wurde angegeben, er sei sofort beerdigt worden. Nach ihm starb ein weiterer Mann, dessen Name unbekannt blieb. Tuberkulose war unter reisenden Zirkusleuten eine verbreitete Krankheit und es kann angenommen werden, dass auch die Erkrankten ununterbrochen zu weiteren Auftritten genötigt wurden und die Einnahme ihnen unbekannter Medizin verweigerten. Kukamunburra konnte auf einem Gruppenfoto vom 2. Januar 1884 identifiziert werden.

### Auftritte in Europa
Cunningham brachte die durch die Todesfälle geschrumpfte Gruppe Anfang 1884 nach Westeuropa, obwohl sie auch in diesem Jahr für die Tournee Barnums vorgesehen war. Vermutlich wollte er seine Unabhängigkeit von Barnum bewahren und seine Gewinnmarge erhöhen. Auch Barnums Politik, verletzte und kranke Darsteller grundsätzlich in Krankenhäuser einzuliefern, könnte bei diesen Überlegungen eine Rolle gespielt haben. In Europa erweckte die Gruppe großes wissenschaftliches und pseudowissenschaftliches Interesse.
Im Jahre 1884 gab es auch einen Auftritt in Berlin. Die Gruppe bestand neben Tagarah aus ihre „Gesellschafterin Jorembera; ferner einem Knaben, Namens Telegorah, und vier erwachsenen männlichen Individuen: Wangong, Timendal, Oriminban und Corgroah.“ Zuvor hatten sie „bereits in Köln auf der Mühlheimer Haide Vorstellungen im Bumerangwerfen gegeben“.
Rudolf Virchow befasste sich mit den Australiern, es wurden Gipsabgüsse ihrer Körper gefertigt, die noch heute im Museum für Völkerkunde Dresden aufbewahrt werden. Birgit Scheps-Bretschneider, die als Kustodin für Australien/Ozeanien am Grassimuseum tätig ist, betreut die Sammlung, zu der auch die Gipsbüsten von Tagarah gehören. Sie setzt sich für die Rückgabe dieser Büsten ein und betont: „In jedem Abbild steckt auch ein bisschen Seele.“ Die Zeitschrift Das Buch für Alle – Illustrirte Blätter zur Unterhaltung und Belehrung. Für die Familie und Jedermann. berichtete 1885 über die Auftritte der „Australneger“ in Berlin.

#### Tagarahs Tod
Im Juni 1885 erreichte die Gruppe das heutige Wuppertal, wo sie als „Kannibalen“ mit Bumerangs im Zoo von Elberfeld vorgeführt wurde. Zu diesem Zeitpunkt war Tagarah bereits schwer erkrankt, vermutlich an Tuberkulose. Sie verstarb am 23. Juni 1885 in Elberfeld und wurde auf einem Friedhof in Sonnborn beigesetzt. In der Sterbeurkunde ist als Todesursache „Anämie“ vermerkt. Sie soll zum Zeitpunkt ihres Todes etwa siebzehn Jahre alt gewesen sein.

„Im Dorfe Sonnborn bei Elberfeld schloß sich heute Abends die deutsche Erde über die irdische Hülle der Tochter des Königs der Nordqueensland-Schwarzen, welche in der Gesellschaft des Herrn Cunningham vor zwei Jahren das australische Heimatsland verlassen hat zur Reise in die civilisirte Welt. Krank und siech von Mannheim hier angekommen, hat das siebzehnjährige Mädchen, Prinzessin Togarah geheißen, ein Bild von Schönheit nach australischen, eine schlanke zierliche Erscheinung nach europäischen Begriffen, trotz der sorgfältigen Behandlung eines hiesigen Arztes, wie der aufopfernden Pflege mehrerer Krankenschwestern heute Nachts sein junges Leben lassen müssen. […] Die Königstochter ruht zu Sonnborn auf dem Friedhofe und auf ihrem Grabe stehen junge Coniferen, aus Anhänglichkeit hingepflanzt von dem weißen Geschäftsführer der Gesellschaft, der das junge hübsche Mädchen liebgewonnen hatte.“

Bei ihrem Tod wurde grundsätzliche Kritik an Völkerschauen laut:

„Es ist für unsere Humanität ein sehr trübes Zeichen, daß man gestattet, daß arme Menschen […] langsam, aber sicher dem Tode zu opfern. Die Gesetze müßten nur die Reisen solcher Völkertypen gestatten, welche unser Klima ohne Schaden vertragen; für andere aber müßten die bündigsten Vorschriften zum Schutze von Gesundheit und Leben gegeben werden, und wenn sie nicht zu erfüllen sind, die Ausstellungen geradezu untersagt sein.“

### Weiteres Schicksal der Gruppe

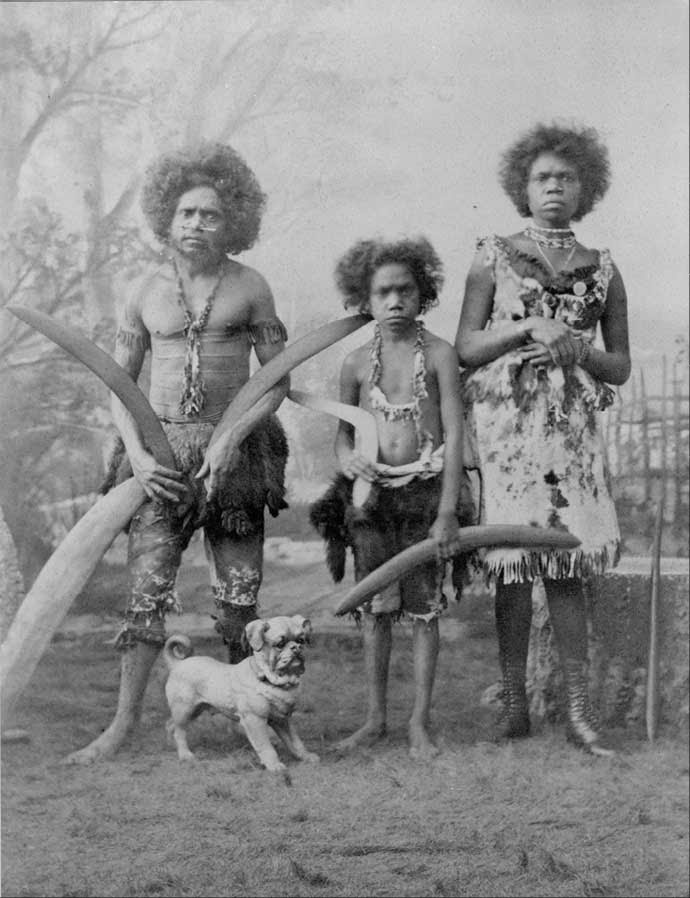
(v. l. n. r.) Billy, Toby (jun.), Jenny, die mit Tagarah entführt wurden, Paris, Januar 1885

Über das weitere Schicksal der Gruppenmitglieder bestehen keine gesicherten Erkenntnisse, jedoch kehrte keines von ihnen nachweisbar in seine Heimat zurück. Es wird angenommen, dass sie weiter zur Schau gestellt wurden und dabei schließlich den Tod fanden. Da Cunningham 1892 eine weitere Gruppe Ureinwohner von Australien wegbrachte, liegt nahe, dass die Mitglieder seiner ersten Gruppe verstorben waren. Nachgewiesen ist, dass „Bob“ am 7. November 1884 in Chemnitz und „Jimmy“ am 31. Mai 1885 im städtischen Hospital Darmstadt im Alter von 23 Jahren starb.

## Wissenschaftliche Aufarbeitung
Die australische Ethnologin Roslyn Poignant recherchierte das Schicksal der aus Great Palm Island entführten Gruppe und veröffentlichte ihre Ergebnisse in dem 2004 erschienenen Buch Professional Savages. Es gelang ihr, in Paris entstandene Fotos der Gruppe ausfindig zu machen, Personen zu identifizieren, und die Bilder nach Australien zu bringen. Ferner identifizierte sie den 1993 in Cleveland aufgefundenen Leichnam Kukamunburras und leitete seine Rückführung in die Heimat ein. Die Rückholung und Bestattung war Gegenstand der Ausstellung Captive Lives: looking for Tambo and his companions der National Library of Australia. Auch die Initiative Decolonize Wuppertal befasste sich intensiv mit dem Schicksal von Tagarah. Im Rahmen der Wuppertaler Literatur Biennale 2024, die unter dem Motto „Vom Verschwinden“ stattfand, organisierte sie die Veranstaltung „Das Verschwinden der Sussy Dakaro“. Die Veranstaltung beleuchtete die Lebensgeschichte von Tagarah und thematisierte die koloniale Vergangenheit Wuppertals. Nachfahren von Tagarah engagieren sich aktiv für die Rückführung ihrer sterblichen Überreste nach Australien. Im Oktober 2021 lud der Wuppertaler Bundestagsabgeordnete Helge Lindh die Nachfahren nach Wuppertal ein, um gemeinsam über die Rückführung und den angemessenen Umgang mit den Gipsbüsten zu beraten.

## Gedenken

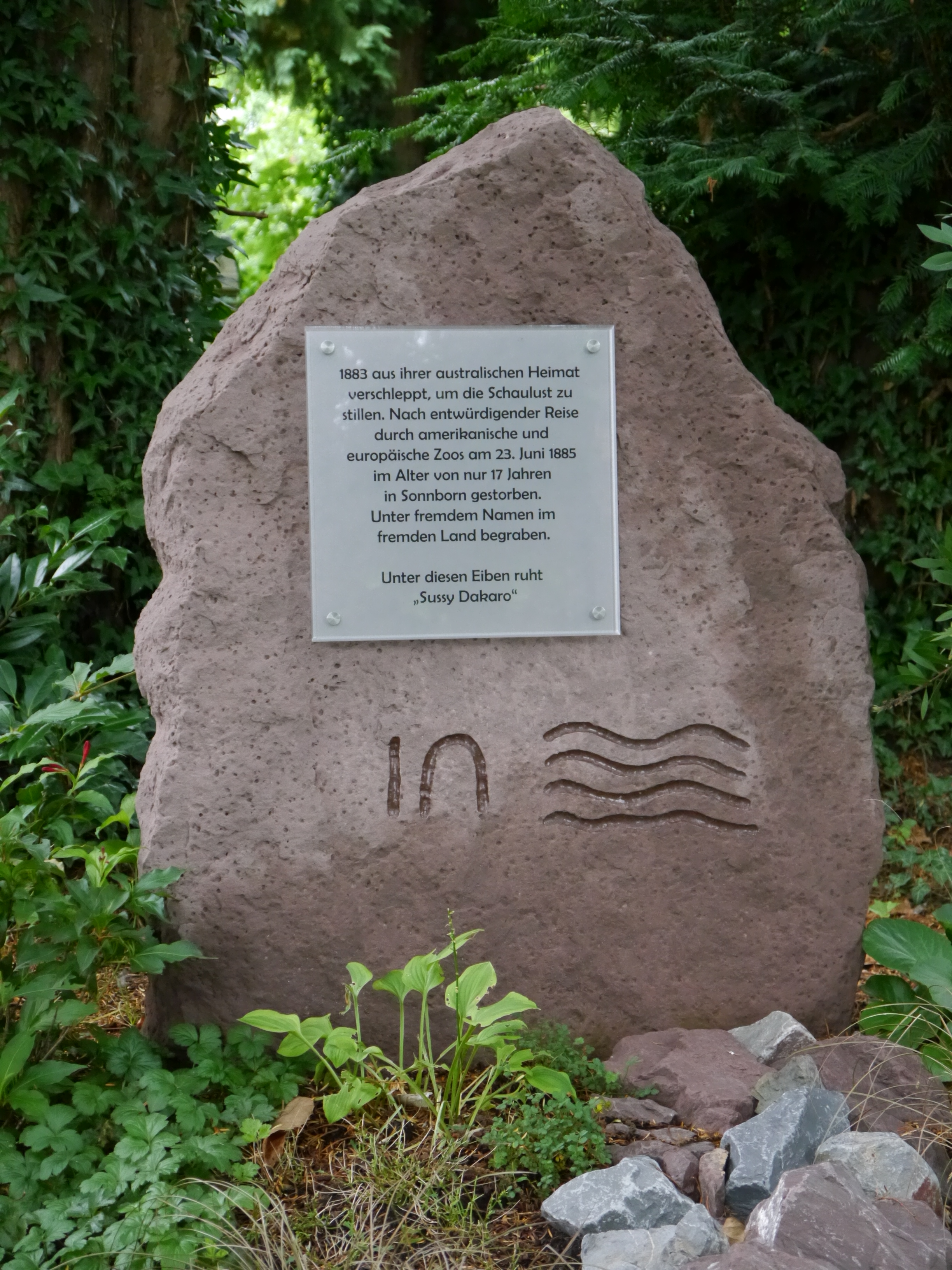
Gedenkstein in Wuppertal

Rückführung und Bestattung Kukamunburras
Der im August 1993 bei der Auflösung eines Beerdigungsinstituts in Cleveland, Ohio, aufgefundene Leichnam Kukamunburras wurde im Dezember 1993 mit einer Zeremonie in Anwesenheit der konsularischen Vertretung Australiens an Angehörige seines Stammes übergeben. 1994 traf er in Great Palm Island ein und wurde dort am 23. Februar nach den Gebräuchen seines Volkes bestattet.
Tagarahs Gedenkstein
Seit dem 24. Mai 2017 befindet sich Tagarahs Grab mit dem Namen Sussy Dakaro auf dem evangelischen Friedhof in Sonnborn-Wuppertal, welches durch einen Gedenkstein kenntlich gemacht wurde. Der Gedenkstein, gestaltet von der Künstlerin Karola Krämer, illustriert zwei Aborigine-Symbole. Das linke Symbol repräsentiert das Konzept der „Frau“, während das rechte Symbol den „Weg“ symbolisiert. Die Inschrift wurde von dem Journalisten Manfred Görgens verfasst und besagt:

„1883 aus ihrer australischen Heimat verschleppt, um die Schaulust zu stillen. Nach entwürdigender Reise durch amerikanische und europäische Zoos am 23. Juni 1885 im Alter von nur 17 Jahren in Sonnborn gestorben. Unter fremden Namen im fremden Land begraben. Unter diesen Eiben ruht „Sussy Dakaro“.

Die Einweihungsfeier umfasste Lieder der Aborigines, vorgetragen vom Internationalen Else Chor, sowie das Spiel von Marvin Dillmann auf einem Didgeridoo. Der Gedenkstein erhielt internationale Beachtung in der australischen Presse. Jacob Cassidy charakterisierte den Gedenkstein als „a wonderful gesture“, was er als eine besonders bedeutungsvolle und respektvolle Geste hervorhob. Bezirksbürgermeisterin Ingelore Ockel erklärte, dass der Gedenkstein dazu beitragen solle, Tagarah „zumindest einen Teil ihrer Menschenwürde zurückzugeben“.
Seither wurden wiederholt Pläne diskutiert, sie zu exhumieren und ebenfalls in ihrer Heimat zu bestatten. Es wurden Zweifel geäußert, ob dies nach einer Liegezeit von über 130 Jahren möglich und sinnvoll ist. Daher wurde auch die symbolische Überbringung von Erde aus dem Grab in Betracht gezogen.